# Gardnerville Ranchos
Gardnerville Ranchos ist ein census-designated place im Douglas County im US-Bundesstaat Nevada in den USA. Das U.S. Census Bureau hat bei der Volkszählung 2020 eine Einwohnerzahl von 11.318 auf einer Fläche von 38,2 km² ermittelt. Die Bevölkerungsdichte liegt bei 296 Einwohnern je km².